# Plavání na mistrovství světa v plaveckých sportech 1994
Závody v plavání v olympijském 50 m bazénu na mistrovství světa v plaveckých sportech za rok 1994 proběhly v Římě, Itálie ve dnech 1. až 11. září 1994.

## Výsledky

### Individuální disciplíny
| Muži                 | Zlato                          | Zlato    | Stříbro                       | Stříbro  | Bronz                          | Bronz    |
| -------------------- | ------------------------------ | -------- | ----------------------------- | -------- | ------------------------------ | -------- |
| 50 m volný způsob    | Alexandr Popov (RUS)           | 22,17    | Gary Hall jun. (USA)          | 22,44    | Raimundas Mažuolis (LTU)       | 22,52    |
| 100 m volný způsob   | Alexandr Popov (RUS)           | 49,12    | Gary Hall jun. (USA)          | 49,41    | Gustavo Borges (BRA)           | 49,52    |
| 200 m volný způsob   | Antti Kasvio (FIN)             | 1:47,32  | Anders Holmertz (SWE)         | 1:48,24  | Danyon Loader (NZL)            | 1:48,49  |
| 400 m volný způsob   | Kieren Perkins (AUS)           | 3:43,80  | Antti Kasvio (FIN)            | 3:48,55  | Danyon Loader (NZL)            | 3:48,62  |
| 1500 m volný způsob  | Kieren Perkins (AUS)           | 14:50,52 | Daniel Kowalski (AUS)         | 14:53,42 | Steffen Zesner (GER)           | 15:09,20 |
| 100 m znak           | Martín López-Zubero (ESP)      | 55,17    | Jeffrey Rouse (USA)           | 55,51    | Tamás Deutsch (HUN)            | 55,69    |
| 200 m znak           | Vladimir Selkov (RUS)          | 1:57,42  | Martín López-Zubero (ESP)     | 1:58,75  | Royce Sharp (USA)              | 1:58,86  |
| 100 m motýlek        | Rafał Szukała (POL)            | 53,51    | Lars Frölander (SWE)          | 53,65    | Denis Pankratov (RUS)          | 53,68    |
| 200 m motýlek        | Denis Pankratov (RUS)          | 1:56,54  | Danyon Loader (NZL)           | 1:57,99  | Chris-Carol Bremer (GER)       | 1:58,11  |
| 100 m prsa           | Norbert Rózsa (HUN)            | 1:01,24  | Károly Güttler (HUN)          | 1:01,44  | Frédérik Deburghgraeve (BEL)   | 1:01,79  |
| 200 m prsa           | Norbert Rózsa (HUN)            | 2:12,81  | Eric Wunderlich (USA)         | 2:12,87  | Károly Güttler (HUN)           | 2:14,12  |
| 200 m polohový závod | Jani Sievinen (FIN)            | 1:58,16  | Gregory Burgess (USA)         | 2:00,86  | Attila Czene (HUN)             | 2:01,84  |
| 400 m polohový závod | Thomas Dolan (USA)             | 4:12,30  | Jani Sievinen (FIN)           | 4:13,29  | Eric Namesnik (USA)            | 4:15,69  |
| Ženy                 | Zlato                          | Zlato    | Stříbro                       | Stříbro  | Bronz                          | Bronz    |
| 50 m volný způsob    | Le Ťing-i (CHN)                | 24,51    | Natalija Meščerjakovová (RUS) | 25,10    | Amy Van Dykenová (USA)         | 25,18    |
| 100 m volný způsob   | Le Ťing-i (CHN)                | 54,01    | Lu Pin (CHN)                  | 54,15    | Franziska van Almsicková (GER) | 54,77    |
| 200 m volný způsob   | Franziska van Almsicková (GER) | 1:56,78  | Lu Pin (CHN)                  | 1:56,89  | Claudia Pollová (CRC)          | 1:57,61  |
| 400 m volný způsob   | Jang Aj-chua (CHN)             | 4:09,64  | Cristina Teuscherová (USA)    | 4:10,21  | Claudia Pollová (CRC)          | 4:10,61  |
| 800 m volný způsob   | Janet Evansová (USA)           | 8:29,85  | Hayley Lewisová (AUS)         | 8:29,94  | Brooke Bennettová (USA)        | 8:31,30  |
| 100 m znak           | Che Cch'-chung (CHN)           | 1:00,57  | Nina Živaněvská (RUS)         | 1:00,83  | Barbara Bedfordová (USA)       | 1:01,32  |
| 200 m znak           | Che Cch'-chung (CHN)           | 2:07,40  | Krisztina Egerszegiová (HUN)  | 2:09,10  | Lorenza Vigaraniová (ITA)      | 2:10,92  |
| 100 m motýlek        | Liou Li-min (CHN)              | 58,98    | Čchü Jün (CHN)                | 59,69    | Susan O'Neillová (AUS)         | 1:00,11  |
| 200 m motýlek        | Liou Li-min (CHN)              | 2:07,25  | Čchü Jün (CHN)                | 2:07,42  | Susan O'Neillová (AUS)         | 2:09,54  |
| 100 m prsa           | Samantha Rileyová (AUS)        | 1:07,69  | Taj Kuo-chung (CHN)           | 1:09,26  | Jüan Jüan (CHN)                | 1:10,19  |
| 200 m prsa           | Samantha Rileyová (AUS)        | 2:26,87  | Jüan Jüan (CHN)               | 2:27,38  | Brigitte Becueová (BEL)        | 2:28,85  |
| 200 m polohový závod | Lu Pin (CHN)                   | 2:12,34  | Allison Wagnerová (USA)       | 2:14,40  | Ellinora Overtonová (AUS)      | 2:15,26  |
| 400 m polohový závod | Taj Kuo-chung (CHN)            | 4:39,14  | Allison Wagnerová (USA)       | 4:39,98  | Kristine Quanceová (USA)       | 4:42,21  |

### Štafety
| Muži                   | Zlato | Zlato   | Stříbro | Stříbro | Bronz | Bronz   |
| ---------------------- | --- | ------- | --- | ------- | --- | ------- |
| 4×100 m volný způsob   | USA (USA) (Jon Olsen, Joshua Davis, Uğur Taner, Gary Hall jun., (r)Scott Jett, (r)Christopher Eckerman)                                             | 3:16,90 | Rusko (RUS) (Roman Ščogolev, Vladimir Predkin, Vlad Pyšněnko, Alexandr Popov, (r)Vladislav Kulikov, (r)Juruj Muchin)                | 3:18,12 | Brazílie (BRA) (Xuxa Scherer, Teófilo Ferreira, André Teixeira, Gustavo Borges)                                                            | 3:19,35 |
| 4×200 m volný způsob   | Švédsko (SWE) (Christer Wallin, Tommy Werner, Lars Frölander, Anders Holmertz, (r)Christoffer Eliasson)                                             | 7:17,74 | Rusko (RUS) (Juruj Muchin, Vlad Pyšněnko, Denis Pankratov, Roman Ščogolev, (r)Alexej Stěpanov)                                      | 7:18,13 | Německo (GER) (Andreas Szigat, Christian Keller, Oliver Lampe, Steffen Zesner, (r)Dirk Bludau, (r)Christian Tröger, (r)Torsten Spanneberg) | 7:19,10 |
| 4×100 m polohový závod | USA (USA) (Jeffrey Rouse, Eric Wunderlich, Mark Henderson, Gary Hall jun., (r)Brian Retterer, (r)Seth Van Neerden, (r)Mark Henderson, (r)Jon Olsen) | 3:37,74 | Rusko (RUS) (Vladimir Selkov, Vasilij Ivanov, Denis Pankratov, Alexandr Popov, (r)Vladislav Kulikov, (r)Vladimir Predkin)           | 3:38,28 | Maďarsko (HUN) (Tamás Deutsch, Norbert Rózsa, Péter Horváth, Attila Czene)                                                                 | 3:39,47 |
| Ženy                   | Zlato | Zlato   | Stříbro | Stříbro | Bronz | Bronz   |
| 4×100 m volný způsob   | Čína (CHN) (Le Ťing-i, Šan Jing, Le Jing, Lu Pin)                                                                                                   | 3:37,91 | USA (USA) (Angel Martinová, Amy Van Dykenová, Nicole Haislettová, Jennifer Thompsonová, (r)Ashley Tappinová, (r)Lindsey Farellaová) | 3:41,50 | Německo (GER) (Franziska van Almsicková, Katrin Meißnerová, Kerstin Kielgaßová, Daniela Hungerová, (r)Anja Kleberová, (r)Anke Scholzová)   | 3:42,94 |
| 4×200 m volný způsob   | Čína (CHN) (Le Jing, Jang Aj-chua, Čou Kuan-pin, Lu Pin, (r)Šan Jing)                                                                               | 7:57,96 | Německo (GER) (Kerstin Kielgaßová, Franziska van Almsicková, Julia Jungová, Dagmar Haseová, (r)Jutta Rennerová, (r)Anja Kleberová)  | 8:01,37 | USA (USA) (Cristina Teuscherová, Jennifer Thompsonová, Janet Evansová, Nicole Haislettová, (r)Ashley Tappinová, (r)Dady Vincentová)        | 8:03,16 |
| 4×100 m polohový závod | Čína (CHN) (Che Cch'-chung, Taj Kuo-chung, Liou Li-min, Le Ťing-i, (r)Jüan Jüan, (r)Čchü Jün, (r)Šan Jing)                                          | 4:01,67 | USA (USA) (Lea Lovelessová, Kristine Quanceová, Amy Van Dykenová, Jennifer Thompsonová, (r)Whitney Phelpsová, (r)Angel Martinová)   | 4:06,53 | Rusko (RUS) (Nina Živaněvská, Olga Prochorovová, Svetlana Pozdějevová, Natalija Meščerjakovová)                                            | 4:06,70 |

## Medailová bilance
V plavání se rozdělilo celkem 32 sad medailí.
| Pořadí | Stát              |       | Muži    | Muži  | Muži  |         | Ženy  | Ženy  | Ženy    |       | Muži + Ženy | Muži + Ženy | Muži + Ženy | Celkem |
| Pořadí | Stát              | Zlato | Stříbro | Bronz | Zlato | Stříbro | Bronz | Zlato | Stříbro | Bronz |             |             |             | Celkem |
| ------ | ----------------- | ----- | ------- | ----- | ----- | ------- | ----- | ----- | ------- | ----- | ----------- | ----------- | ----------- | ------ |
| 1.     | Čína (CHN)        |       | 0       | 0     | 0     |         | 12    | 6     | 1       |       | 12          | 6           | 1           | 19     |
| 2.     | USA (USA)         |       | 3       | 5     | 2     |         | 1     | 5     | 5       |       | 4           | 10          | 7           | 21     |
| 3.     | Rusko (RUS)       |       | 4       | 3     | 1     |         | 0     | 2     | 1       |       | 4           | 5           | 2           | 11     |
| 4.     | Austrálie (AUS)   |       | 2       | 1     | 0     |         | 2     | 1     | 3       |       | 4           | 2           | 3           | 9      |
| 5.     | Maďarsko (HUN)    |       | 2       | 1     | 4     |         | 0     | 1     | 0       |       | 2           | 2           | 4           | 8      |
| 6.     | Finsko (FIN)      |       | 2       | 2     | 0     |         | 0     | 0     | 0       |       | 2           | 2           | 0           | 4      |
| 7.     | Švédsko (SWE)     |       | 1       | 2     | 0     |         | 0     | 0     | 0       |       | 1           | 2           | 0           | 3      |
| 8.     | Německo (GER)     |       | 0       | 0     | 3     |         | 1     | 1     | 2       |       | 1           | 1           | 5           | 7      |
| 9.     | Španělsko (ESP)   |       | 1       | 1     | 0     |         | 0     | 0     | 0       |       | 1           | 1           | 0           | 2      |
| 10.    | Polsko (POL)      |       | 1       | 0     | 0     |         | 0     | 0     | 0       |       | 1           | 0           | 0           | 1      |
| 11.    | Nový Zéland (NZL) |       | 0       | 1     | 2     |         | 0     | 0     | 0       |       | 0           | 1           | 2           | 3      |
| 12.    | Brazílie (BRA)    |       | 0       | 0     | 2     |         | 0     | 0     | 0       |       | 0           | 0           | 2           | 2      |
| 12.    | Belgie (BEL)      |       | 0       | 0     | 1     |         | 0     | 0     | 1       |       | 0           | 0           | 2           | 2      |
| 12.    | Kostarika (CRC)   |       | 0       | 0     | 0     |         | 0     | 0     | 2       |       | 0           | 0           | 2           | 2      |
| 15.    | Litva (LTU)       |       | 0       | 0     | 1     |         | 0     | 0     | 0       |       | 0           | 0           | 1           | 1      |
| 15.    | Itálie (ITA)      |       | 0       | 0     | 0     |         | 0     | 0     | 1       |       | 0           | 0           | 1           | 1      |
| Celkem | Celkem            |       | 16      | 16    | 16    |         | 16    | 16    | 16      |       | 32          | 32          | 32          | 96     |